# Estação Eje Central
A Estação Eje Central é uma das estações do Metrô da Cidade do México, situada na Cidade do México, entre a Estação Ermita e a Estação Parque de los Venados. Administrada pelo Sistema de Transporte Colectivo, faz parte da Linha 12.
Foi inaugurada em 30 de outubro de 2012. Localiza-se no cruzamento do Eixo Central Lázaro Cárdenas com o Eixo 8 Sur. Atende os bairros Portales e General Anaya, situados na demarcação territorial de Benito Juárez. A estação registrou um movimento de 3.331.007 passageiros em 2016.